# 聖弗朗索瓦鎮區 (密蘇里州巴特勒縣)
聖弗朗索瓦鎮區（英語：St. Francois Township）是位於美國密蘇里州巴特勒縣的一個行政鎮區。

## 地方資料
聖弗朗索瓦鎮區的面積為134.76平方千米，當中陸地面積為133.41平方千米，而水域面積為1.35平方千米。根據2020年美國人口普查的數據，當地共有人口1732人，而人口密度為每平方千米12.85人。